# Souleuvre-Viadukt
Der Souleuvre-Viadukt (französisch Viaduc de la Souleuvre) war eine einspurige stählerne Eisenbahnbrücke, die das Tal der Souleuvre nördlich von Vire in Frankreich überspannte. Entworfen wurde der Viadukt von Gustave Eiffel. Er war Bestandteil der Eisenbahnstrecke Vire–Saint-Lô. Seit 1990 wird einer der Pfeiler als fest installierte Bungee-Jumping-Anlage genutzt.

## Lage
Die Reste des Souleuvre-Viadukts befinden sich auf dem Gebiet der früheren Gemeinde La Ferrière-Harang, heute Souleuvre en Bocage, im Département Calvados in der Normandie.

## Geschichte
Der Viadukt wurde zwischen 1887 und 1893 erbaut und verband Caen via Saint-Lô mit Vire und Granville.
Vor dem Zweiten Weltkrieg passierten täglich bis zu 15 Züge die Brücke. Während des Krieges wurde sie auch von den Deutschen benutzt und war deshalb ab 1944 Ziel mehrerer alliierter Bombenangriffe. Insgesamt wurden rund 500 Bomben auf das Ziel abgeworfen, wovon die meisten aber danebenfielen. Es entstanden nur leichte Schäden an den Stahlträgern. Im August 1944 wurde der Viadukt von den Amerikanern wieder instand gesetzt.
Im Oktober 1960 wurde der Eisenbahnverkehr auf dieser Strecke eingestellt. Am 13. Juni 1970 folgte aus Sicherheitsgründen die Sprengung der stählernen Überbauten, die in schlechtem Bauzustand waren. Eine Instandsetzung wurde damals als zu teuer erachtet. Stehen blieben nur die fünf Steinpfeiler.

## Technische Daten
Die Brücke wies als Überbau eine genietete Stahlbaukonstruktion aus einfachen Fachwerkträgern mit untenliegender Fahrbahn auf, die auf gemauerten Pfeilern lagen. Gesamtlänge des Bauwerks war 364,2 m, bei einer Höhe von 62,5 m. Die sechs Fachwerkträger ruhten auf insgesamt fünf Pfeilern mit Höhen zwischen 26 m und 60 m. In den Pfeilern wurden insgesamt 14.000 m3 Granitblöcke aus Steinbrüchen der Region Vire verbaut. Der Sand für den Mörtel stammt von den Chausey-Inseln.

## Bedeutung heute
1990 wurde am zweiten Pfeiler von Norden eine Plattform errichtet, von welcher aus Bungee-Jumping betrieben wird. Das Konzept stammt von einem der Pioniere des Bungee-Jumpings, A. J. Hackett. Diese Plattform ist über einen 140 m langen Hängesteg erreichbar. Die Plattform befindet sich 61 m über der Souleuvre.
1999 wurde „Scable“, eine 400 m lange Seilrutsche, eröffnet (auch als Zipline oder „Flying Fox“ bekannt). Diese führt quer durch das Tal der Souleuvre.
2007 eröffnete der „Swing“, eine Pendelfluganlage, die sich wie eine Schaukel bewegt. Am dritten Pfeiler von Norden aufgehängt, ist es möglich, vom zweiten Pfeiler aus in einer pendelnden Bewegung dem Boden entgegenzufliegen.

## Bilder

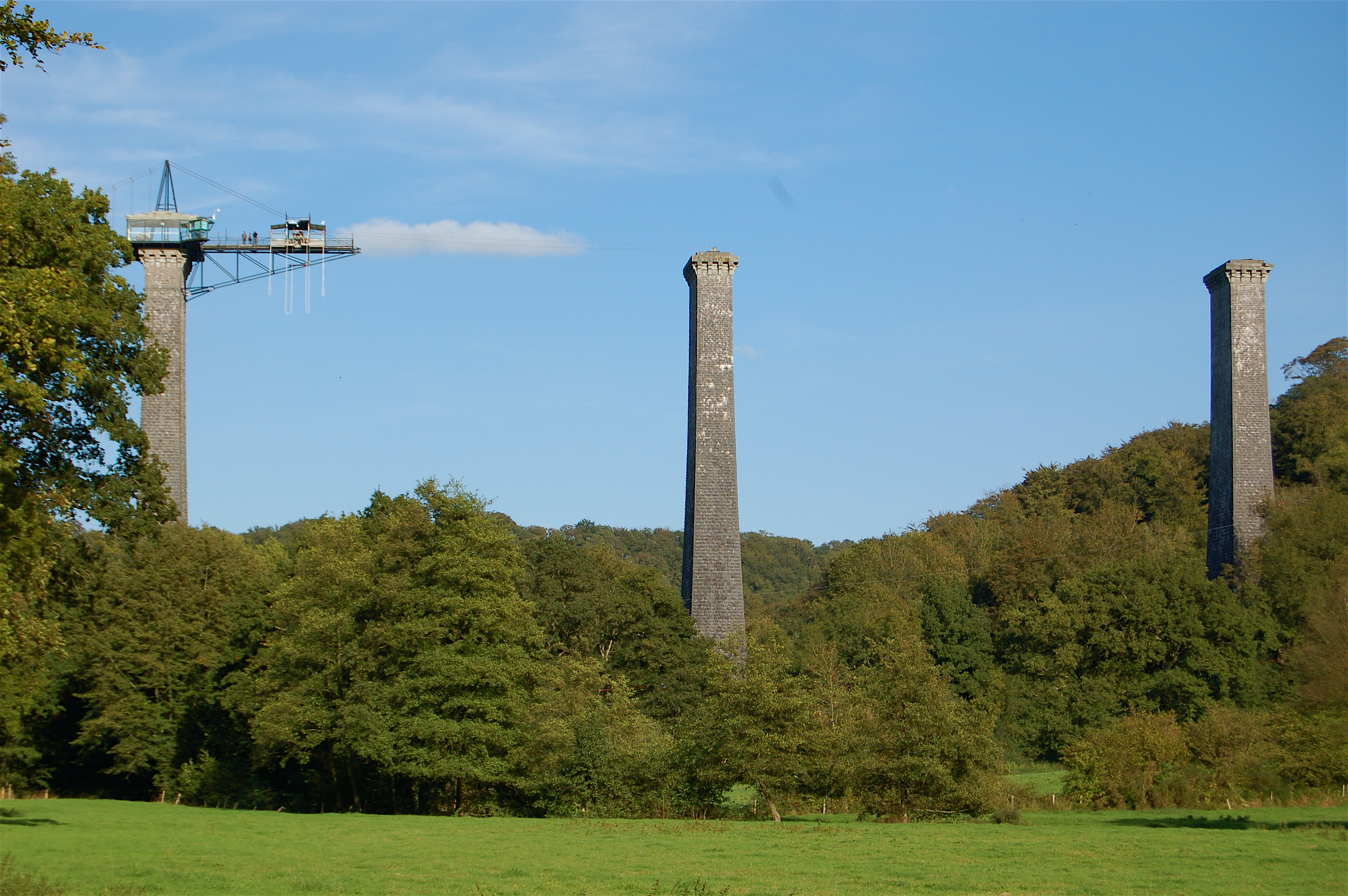
Die verbliebenen Pfeiler
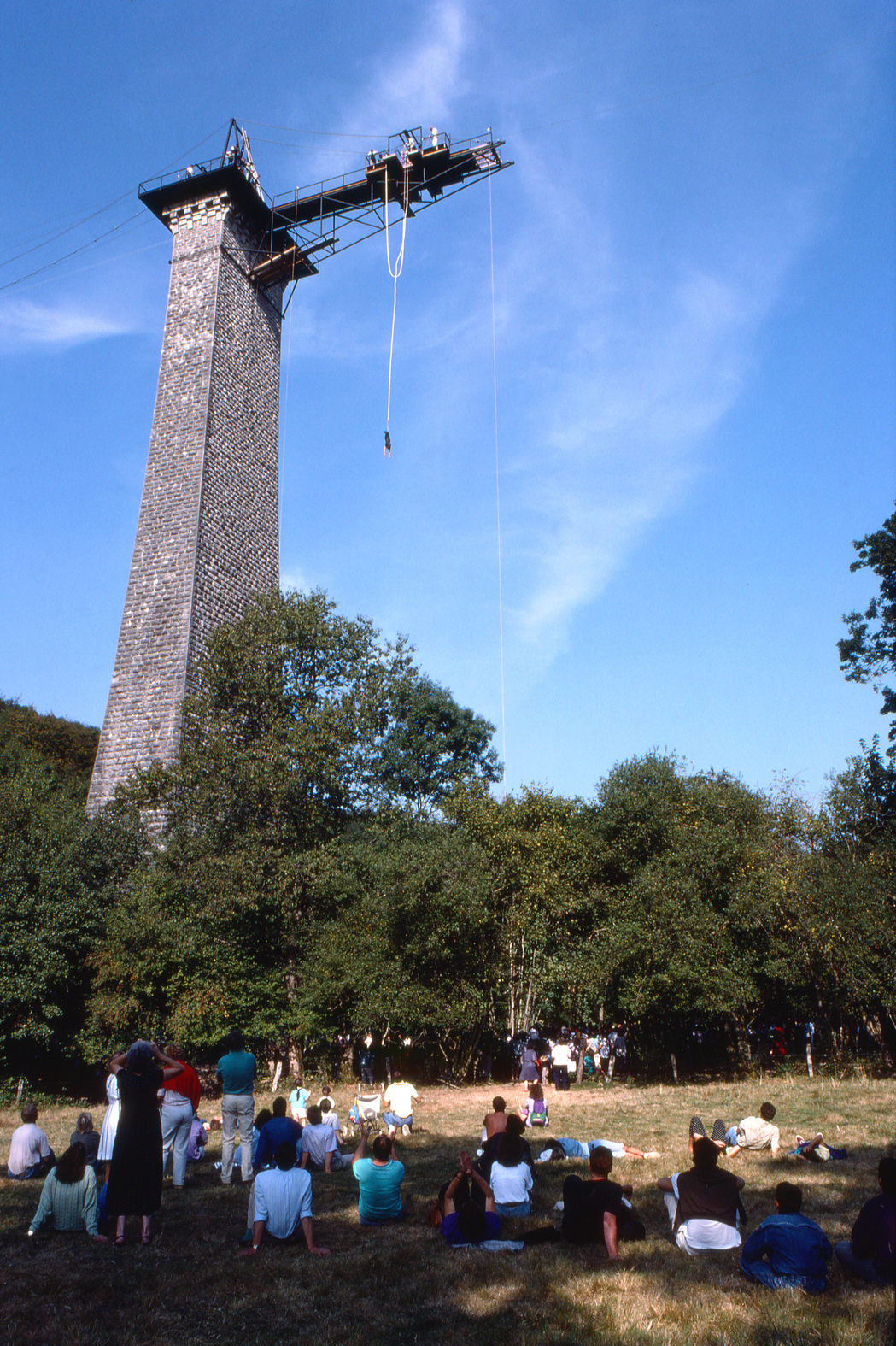
Sicht vom Zuschauerbereich
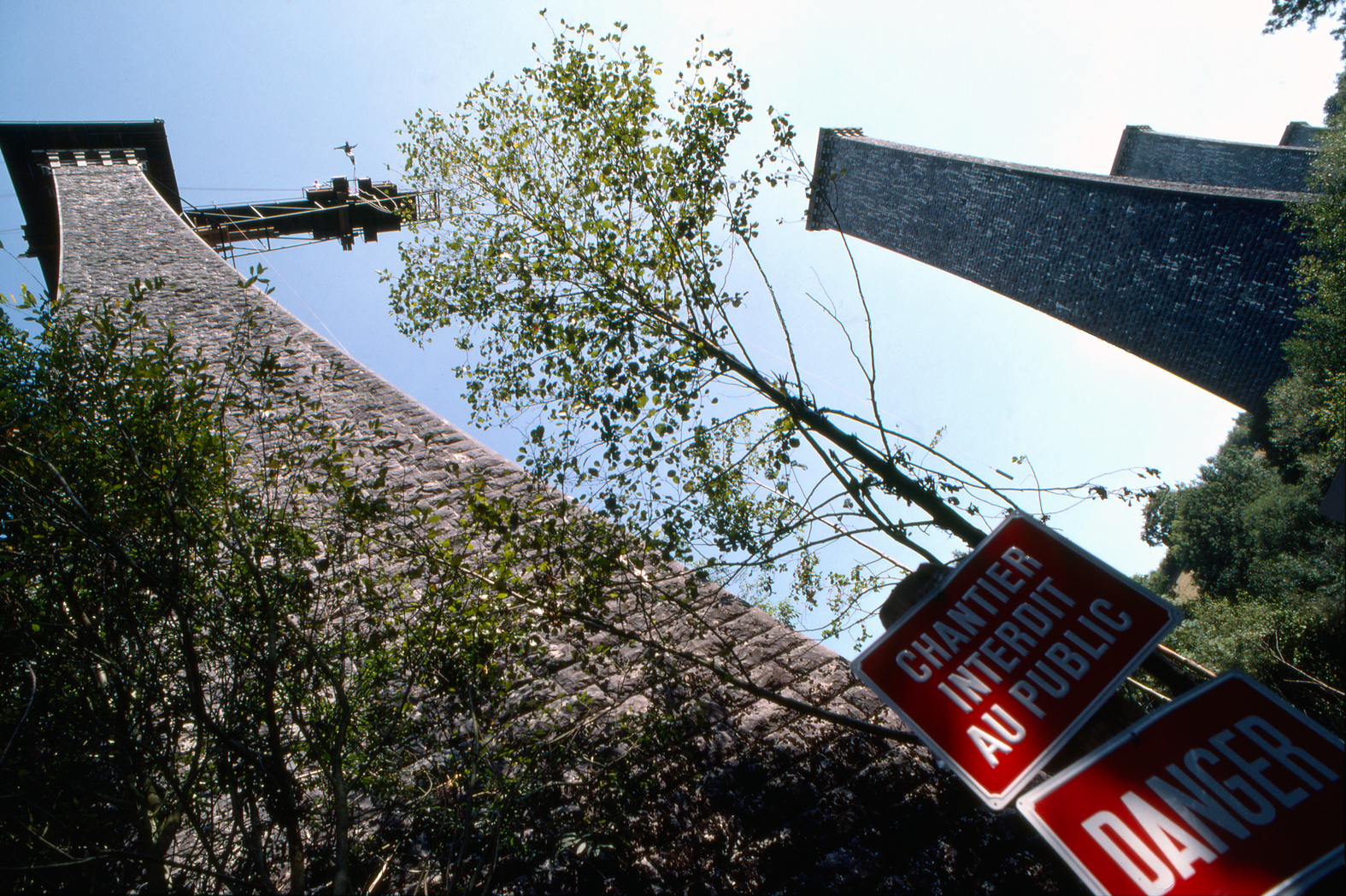
Sicht vom Grund des 2. Pfeilers
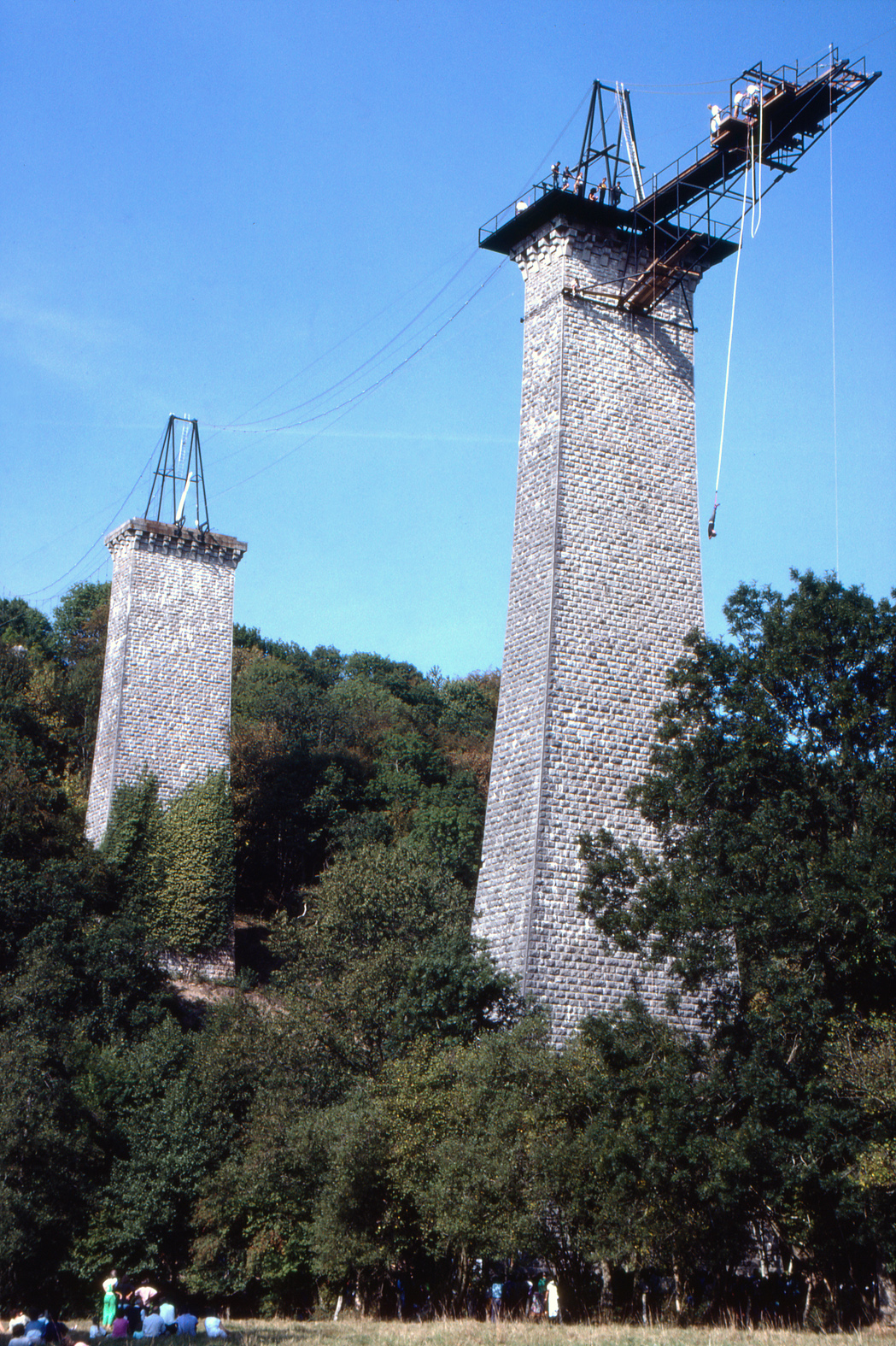
Hier fehlt noch der Hängesteg zu Pfeiler 2
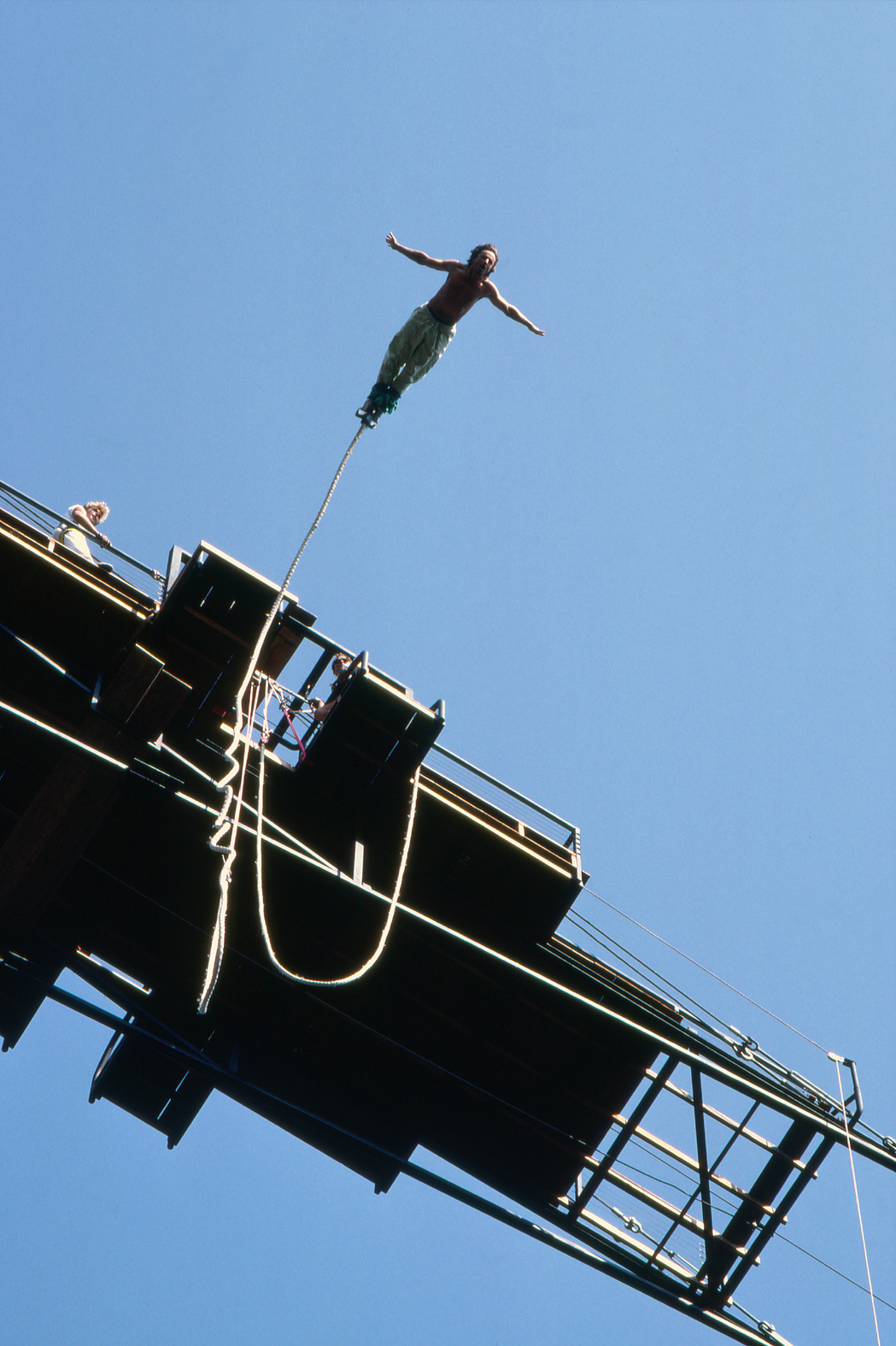
Sprung ins Leere